# Кандашбеляк
Кандашбеля́к (рос. Кандашбеляк, марій. Кандашплак) — присілок у складі Новотор'яльського району Марій Ел, Росія. Входить до складу Чуксолинського сільського поселення.

## Населення
Населення — 32 особи (2010; 33 у 2002).
Національний склад (станом на 2002 рік):
- лучні марійці — 85 %